# Pocket (uitgeverij)
Pocket is een Franse literaire collectie en uitgeverij. De collectie werd opgericht in 1962 als Presses Pocket als de pocketreeks van Presses de la Cité. In de Pocketreeks konden werken van andere uitgevers in de groep, zoals Plon en Éditions Julliard, worden gepubliceerd. Pocket werd de tweede speler in de sector van pocketboeken, na Le Livre de Poche en voor Folio.
Pocket werd met de collecties 10/18 en Fleuve noir ondergebracht in Univers Poche, bij de uitgeversgroep Éditis, eigendom van investeringsgroep Wendel Investissement.